# Oggetto potenzialmente pericoloso
Un Oggetto potenzialmente pericoloso, dall'inglese (Potentially Hazardous Object o PHO) è un asteroide (PHA) o una cometa (PHC) con un'orbita che può avere passaggi ravvicinati con la Terra e una grandezza sufficiente a provocare danni rilevanti ed estesi in caso di impatto.

## Definizione
Un oggetto è considerato un PHO se la sua minima distanza all'intersezione dell'orbita (MOID) con la Terra è minore di 0,05 UA e il suo diametro è almeno 150 m. Questa grandezza è sufficiente per causare danni devastanti in caso di impatto su terra, o uno Tsunami in caso di impatto sull'oceano. È previsto che eventi di impatto di tale portata possano verificarsi una volta ogni 10.000 anni.
Il diametro di molti asteroidi non è conosciuto con precisione. Per questa ragione la NASA e il JPL usano la più pratica misura della magnitudine assoluta. Qualunque asteroide con magnitudine assoluta di 22,0 o più luminoso è considerato essere delle dimensioni sufficienti, anche se questo metodo non è molto preciso perché ogni oggetto ha una diversa albedo. Il Near Earth Asteroid Tracking, un programma di ricerca della NASA, usa una stima dell'albedo di 0,13 per determinare il diametro dell'oggetto.

## Liste di oggetti potenzialmente pericolosi

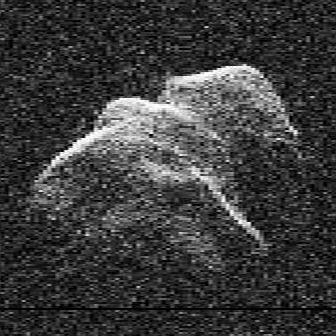
Immagine radar dell'asteroide 4179 Toutatis ottenuta dall' Osservatorio Goldstone.

Nell'ottobre del 2008, la NASA preparò un elenco di 982 asteroidi potenzialmente pericolosi (PHA) e di 65 comete potenzialmente pericolose (PHC). L'inventario totale del Sistema Solare è in continua crescita, con 1.244 PHA conosciuti ad agosto 2011. Progetti come Lincoln Near-Earth Asteroid Research e Catalina Sky Survey continuano a cercare altri PHO. Ogni oggetto trovato è studiato con vari mezzi, tra cui osservazioni ottiche, a raggi infrarossi e radar, per determinarne le caratteristiche come la dimensione, la composizione, lo stato di rotazione e, con maggior precisione possibile, la sua orbita. A questo progetto partecipano sia astronomi professionali che amatoriali.
Durante l'avvicinamento a pianeti o a lune, l'asteroide sarà soggetto a perturbazioni gravitazionali che modificano così la sua orbita e, potenzialmente, trasformano un asteroide non minaccioso in un PHA o viceversa. Questo è un riflesso del carattere dinamico del sistema solare.
I due principali metodi utilizzati per classificare il rischio di impatto degli asteroidi sono la Scala Palermo e la Scala Torino.